# Список послов России в Нижнесаксонском округе
В статье представлен список послов России в Нижнесаксонском округе.

## Хронология дипломатических отношений
- 1709 г. — установлены дипломатические отношения между Россией и Гамбургом. Открыта российская миссия в Гамбурге.
- 31 марта 1712 — 20 февраля 1713 г. — пост резидента в Гамбурге упразднён.
- 26 февраля 1827 г. — установлены дипломатические отношения с Любеком и Бременом.
- 19 июля 1914 г. — дипломатические отношения разорваны после объявления Германией войны России.

## Список послов
| Срок полномочий                   | Посол                           | Годы жизни | Комментарии                                                                                    |
| --------------------------------- | ------------------------------- | ---------- | ---------------------------------------------------------------------------------------------- |
| 5 марта 1709 — 30 марта 1731      | Иоганн Фридрих Бёттигер         | 1659—1739  | Резидент. С перерывом с 31 марта 1712 по 20 февраля 1713                                       |
| 29 апреля 1731 — 27 марта 1740    | Алексей Петрович Бестужев-Рюмин | 1693—1766  | Резидент до 27 июня 1732, затем посланник                                                      |
| 27 марта 1740 — 19 января 1741    | Иоганн Альбрехт Корф            | 1697—1766  | Посланник                                                                                      |
| 19 января 1741 — 7 декабря 1748   | Иоганн Дитрих Гейнсон           | 1701—1770  | Резидент                                                                                       |
| 7 декабря 1748 — 6 декабря 1754   | Александр Михайлович Голицын    | 1723—1807  | Посланник                                                                                      |
| 6 декабря 1754 — 15 сентября 1760 | Сергей Васильевич Салтыков      | 1722—1784  | Посланник                                                                                      |
| 1760 — 1765                       | Алексей Семёнович Мусин-Пушкин  | 1730—1817  | Посланник                                                                                      |
| Январь — 29 июля 1766             | Иван Вихляев                    | ?—1766     | Поверенный в делах                                                                             |
| 29 июля 1766 — 14 марта 1767      | Иван Нилус                      |            | Поверенный в делах                                                                             |
| 29 января 1767 — 4 июля 1796      | Фёдор Иванович Гросс            | 1729—1793  | Резидент до 5 мая 1779, затем посланник                                                        |
| 4 июля 1796 — 18 мая 1797         | Павел Сергеевич Свечин          | 1762—18??  | Поверенный в делах                                                                             |
| 1797 — 1798                       | Фридрих Мельхиор Гримм          | 1723—1807  | Министр-резидент                                                                               |
| 1798                              | Павел Сергеевич Свечин          | 1762—18??  | Поверенный в делах                                                                             |
| 1798 — 1800                       | Иван Матвеевич Муравьёв-Апостол | 1762—1851  | Министр-резидент                                                                               |
| 1800 — 3 декабря 1806             | Андрей Андреевич Форсман        |            | Поверенный в делах                                                                             |
| 30 июля 1815 — 3 мая 1850         | Генрих Антонович Струве         | 1770—1850  | Поверенный в делах до 3 января 1820, затем до 26 июня 1843 — министр-резидент, затем посланник |
| 3 мая 1850 — 3 мая 1855           | Густав Андреевич Струве         | 1801—1865  | Посланник                                                                                      |
| 8 июня 1855 — 3 марта 1864        | Христиан Емельянович Кудрявский | 1815—1878  | Поверенный в делах                                                                             |
| 3 марта 1864 — 3 марта 1874       | Отто Эрнстович Фегезак          | 1808—1874  | Поверенный в делах до 10 сентября 1866, затем министр-резидент                                 |
| 16 марта 1874 — 20 мая 1880       | Карл Андреевич Гельцке          | 1826—1910  | Поверенный в делах до 14 декабря 1876, затем министр-резидент                                  |
| 20 мая 1880 — 27 января 1883      | Александр Михайлович Менгден    | 1819—1903  | Министр-резидент                                                                               |
| 25 сентября 1884 — 15 января 1891 | Артур Павлович Кассини          | 1835—1919  | Поверенный в делах до 10 мая 1888, затем министр-резидент                                      |
| 15 января 1891 — 24 мая 1900      | Александр Владимирович Вестман  | 1846—1923  | Министр-резидент                                                                               |
| 24 мая 1900 — 1910                | Сергей Васильевич Арсеньев      | 1854—1922  | Министр-резидент                                                                               |
| 1910                              | Маврикий Эдуардович Прозор      | 1849—1928  | Министр-резидент                                                                               |
| 1910 — 19 июля 1914               | Николай Николаевич Демерик      | 1855—19??  | Посланник                                                                                      |